# Amt Am Stettiner Haff
Het Amt Am Stettiner Haff is een samenwerkingsverband van 12 gemeenten in het  Landkreis Vorpommern-Greifswald in de Duitse deelstaat Mecklenburg-Voor-Pommeren. Het Amt telt 10.349 inwoners. Het bestuurscentrum bevindt zich in de stad Eggesin. Het huidige Amt ontstond in 2004 toen het Amt Ueckermünde-Land fuseerde met de stad Eggesin.

## Gemeenten
1. Ahlbeck (582)
2. Altwarp (452)
3. Eggesin, stad * (4.711)
4. Grambin (424)
5. Hintersee (318)
6. Leopoldshagen (624)
7. Liepgarten (774)
8. Lübs (339)
9. Luckow (572)
10. Meiersberg (420)
11. Mönkebude (773)
12. Vogelsang-Warsin (360)